# Gorenji Lazi
Gorenji Lazi este o localitate din comuna Ribnica, Slovenia, cu o populație de 32 de locuitori.